# 11949 Kagayayutaka
11949 Kagayayutaka (1993 SD2) là một tiểu hành tinh vành đai chính được phát hiện ngày 19 tháng 9 năm 1993 bởi K. Endate và K. Watanabe ở Kitami.